# Olimar Rugby Seven
El Olimar Rugby Seven, coloquialmente el ORS es el campeonato de rugby en modalidad seven organizado por Cardenales - C.A.L. en la ciudad de Treinta y Tres (Uruguay). 
Es el evento más grande de este deporte en el departamento.
En su primera edición contó con la presencia de los clubes Cardos Durazno Rugby de Durazno, Caranchos Lavalleja Rugby de Minas, Criollos Rugby de Minas, Lobos Rugby Club de Punta del Este, Toros Rugby Club de Young, Trouville Rugby Club de Montevideo, Vaimaca Rugby Club de Salto y  Veterinaria Rugby Club de Montevideo, llegando a competir más de 150 participantes entre la Primera División, M17 y Primera División Femenino. Cabe destacar que fue el primer evento en que compitió el rugby femenino en el departamento, contando además con una serie de partidos 'FairPlay' luego de la competencia, donde jugaron todas las participantes en equipos mezclados entre sí.
Simultáneamente se disputó un encuentro de hockey femenino sobre césped, organizado por el equipo local Panteras, con presencia de clubes de distintos puntos del país

## Resultados edición 2016
Primera División:
- Campeón Copa de Oro: Lobos Rugby Club
- Vice Oro: Cardos Durazno Rugby
- Campeón Copa de Plata: Trouville Rugby Club
- Vice Plata: Criollos Rugby
- Campeón Copa de Bronce: Vaimaca Rugby Club
- Vice Bronce: Cardenales C.A.L.

M17:
- Oro: Toros Rugby Club
- Plata: Cardos Durazno Rugby
- Bronce: Cardenales C.A.L.

Femenino:
- Oro: Veterinaria Rugby Club
- Plata: Cardenales Rugby
- Bronce: Cardos Durazno Rugby

## Edición 2017
La edición 2017 está programada para realizarse el día 2 de diciembre, en la Sociedad Criolla "Los 33", con 8 equipos en las categorías Primera División y M17. Este año por razones de agenda y logística, no esta programada la presencia del rugby femenino.